# 續修臺灣縣志
《續修臺灣縣志》是承繼乾隆年間成書的《重修臺灣縣志》而編纂的臺灣縣方志，該書成書於嘉慶十二年（1807年），由時任臺灣縣知縣薛志亮主修、嘉義縣學教諭謝金鑾與臺灣縣學教諭鄭兼才總纂。全書共有八卷以及卷首一卷。

## 沿革
《重修臺灣縣志》成書大約五十多年後，臺灣縣學教諭鄭兼才於嘉慶十一年（1806年）三月議請續修，且推薦時任嘉義縣學教諭的謝金鑾擔任總纂，得到核可後，方由臺灣縣知縣薛志亮於次年（1807年）三月開辦志局，同年十一月完成初稿。
初稿完成後，該書先是在同年將初稿寄給薛志亮在蘇州的侄子薛約進行校讐與付梓，而稿件經過薛約刪改後，約在嘉慶十九到廿一年間（1814年－1816年），與初稿的不同處在於薛約逕自加入己作〈臺灣竹枝詞〉，且文字也有所刪改（特別是在職官題名部分），而此一版本也被稱作「嘉慶薛刻本」。在此同時擔任總纂的鄭兼才與謝金鑾亦先後帶了份副稿返回中國大陸請人商訂，鄭兼才所拜託的人有汪瑟葊、莫寶齋、辛敬堂等人，而謝金鑾則是找友人陳道由。後來鄭兼才於嘉慶廿五年（1820年）返回臺灣再任臺灣縣學教諭時，見到薛刻本不如謝金鑾改本完善，遂將謝金鑾改訂過的稿件與薛刻本參校合一，於道光元年（1821年）出版增修補刻本，該版本通稱為「道光鄭補本」。與薛刻本相比，除了編目改動之外，在「學志」、「藝文」、「外編」等部分改動較大。
之後在道光卅年（1850年），時任臺灣縣學教諭薛錫熊又予以增補，是為「道光薛補本」，學者鄭喜夫認為該版本是以道光鄭補本為底，增加道光年間之資料。又目前國立臺灣圖書館藏有嘉慶薛刻本、道光薛補本各一部，美國國會圖書館藏有道光鄭補本一部。
後來在臺灣日治時期，日人林村讓於1922年輯印之《臺灣全誌》採用道光薛補本為底本，民國時期臺灣銀行經濟研究室以《臺灣全誌》為底本並參考臺圖（時為臺灣省立臺北圖書館）的薛補本於1958年刊印為「臺灣研究叢刊」第六十一種，1962年再度刊印改列為「臺灣文獻叢刊」第140種，同時補回嘉慶薛刻本刪去之部分（外編、藝文（三）的部分）。1968年出版的「臺灣方志彙編」也比照文叢本補回嘉慶薛刻本刪去之部分。2007年臺灣史料集成編輯委員會的合校本，則以道光薛補本為底，亦補回薛刻本被刪去之內容，並參考相關方志對部分文字改易且加註說明。

## 內容
《續修臺灣縣志》全書共八卷，前面五卷分別是「地志」、「政志」、「學志」、「軍志」、「外紀」（道光薛補本改為「外編」），後面三卷均為「藝文」，另有卷首一卷；又根據該書凡例，前面四卷被列為正志。六篇細目如下：
| 卷數 | 篇名         | 條目                                                                                                 |
| ---- | ------------ | --- |
| 1    | 地           | 建置、疆域、星野、城池、街里、橋渡、山水、海道、朝汐、氣候、風俗、物產                               |
| 2    | 政志         | 朝賀、壇廟、戶口、田賦、雜餉、耗羨、經費、衙署、倉庫、公廨、義所、屯田、郵傳、祥異賑卹、縣官、憲紀   |
| 3    | 學志         | 學宮、崇祀、泮額、藏書、祭器、書院、學田、社學、教官、選舉、封贈、世襲、行誼、軍功、列女、坊表、耆耉 |
| 4    | 軍志         | 營制、汛塘、教場、船政、屯番、卹賞、軍官、勘定戎略、義民                                             |
| 5    | 外紀（外編） | 遺蹟、寺觀、遺事、寓賢、方伎、兵燹、叢談                                                             |
| 6    | 藝文（一）   | 著述、奏疏、檄文、書、議、序、跋、客問                                                               |
| 7    | 藝文（二）   | 記、賦                                                                                               |
| 8    | 藝文（三）   | 詩、詞                                                                                               |

## 與舊志的差異
根據該書凡例的自述，該書與舊志（《重修臺灣縣志》）有：
- 認定臺灣各地郡縣的開闢建置始自清朝，不認同舊志以元末澎湖巡檢司的設置作為臺灣建置之始，也不認同舊志將明鄭的行政規劃與清朝並列於「沿革」，遂改為「建置」一門[註 1]。
- 在星野之說分面，捨棄舊志的「牛、女」之說改為「翼、軫」之說[2]。
- 認為舊志對於名宦列傳並未針對文武、品類進行分類的作法不妥，遂將之分為「縣官」（政志）、「憲紀」（政志）、「軍官」（軍志），「學官」（學志），其中「縣官」所收錄的是知縣等地方官員，而「憲紀」收錄的是巡查御史、知府等上級官員[2]。此外對於歷來帶兵到臺灣鎮壓民變與先前攻打明鄭的重要人物，則收錄於「勘定戎略」（軍志）之中[2]。
- 認為舊志對於知縣周鍾瑄與知府衛台揆之記述與其政績不成比例，遂與以撰補[2]。
- 認為舊志的「耆壽」部分凡八十歲以上不分男女都予以記載的作法過於浮濫，遂刪減只留下有事蹟者，僅記載某人活至幾歲者均刪掉[2]。